# Vidaurre (udde)
Vidaurre är en udde i Antarktis. Den ligger i Sydshetlandsöarna. Argentina, Chile och Storbritannien gör anspråk på området.
Terrängen inåt land är huvudsakligen kuperad, men österut är den platt. Havet är nära Vidaurre söderut. Trakten är glest befolkad. Närmaste befolkade plats är Escudero Station, 17,7 kilometer norr om Vidaurre. 